# Colors TV
colors (psáno: colors viacom 18) je indický zábavní placený televizní kanál vlastněný společností Viacom18. Byl spuštěn 21. července 2008. Jeho program se skládá z mýdlové opery, komedií, fantasy pořadů, reality show pro mládež, kriminálek a televizních filmů.

## Historie
Kanál byl spuštěn 21. července 2008 pod vedením tehdejšího generálního ředitele Rajeshe Kamata.
Dne 21. ledna 2010 začal být program dostupný v síti Dish Network ve Spojených státech, Kanadě a Mexiku.
Následně byl kanál spuštěn i ve Spojeném království.
Nejlepší osobnosti televize jsou pravidelně oceňovány cenou Golden Petal Awards.
Kanál má svůj sesterský kanál Colors Rishtey.